# Зелинские
Зелинские (пол. Zieliński) — дворянский род.
Герб Ястршембчик вместе с потомственным дворянством ВСЕМИЛОСТИВЕЙШЕ пожалован Секретарю Инструкционной Комиссии Государственного Совета и Эмеритальной Комиссии в Царстве Польском Ивану Игнатьеву сыну Зелинскому, на основании статьи 4-й и статьи 6-й Положения о дворянстве 1836 года, грамотою ГОСУДАРЯ ИМПЕРАТОРА И ЦАРЯ НИКОЛАЯ I, в 29 день Апреля (11 Мая) 1841 года.

## Описание герба
В щите напол-разделенном, в правом, голубом поле, золотой кавалерский крест, такою же подковою снизу окруженный; в левом же красном, золотой ликторский пук с накинутым венком; над пуком серебряная звезда. 
В нашлемнике, дворянскою короною прикрытого, ястреб на взлет в вправо, держащий в когтях правой ноги ликторский пук с накинутым венком. Намет справа красный, а слева голубой, оба подбитые золотом. Герб Ястршембчик Зелинского внесен в Часть 2 Гербовника дворянских родов Царства Польского, стр. 219.